# Shawn Desman
Shawn Bosco Fernandes (né le 12 janvier 1983), mieux connu par son nom de scène Shawn Desman, est un chanteur canadien de R&B d'origine portugaise. Il est le frère aîné du chanteur Danny Fernandes.

## Carrière
Selon son propre compte, dans sa jeunesse ses amis lui réfèrent comme «Dez, man», de ce fait créant son pseudonyme artistique Desman. Son album éponyme de 2002 a comporté trois singles (Shook, Spread My Wings and Get Ready) qui étaient dans le Top ten des charts canadiens. L'album a aussi obtenu une certification d'or au Canada.
Son deuxième album, Back for More (2005), avec des paroles plus sexuelles, a atteint le numéro cinquante sur Canadian airplay charts. Son premier single, Let's Go, atteint le numéro six sur MuchMusic Countdown. Let's Go a été également présent sur YTV's Hit List. Desman a aussi fait  un remix pour la chanson Movie Star, avec Rascalz. Il a actuellement signé un contrat avec Sony BMG Music (Canada). Spread My Wings était une chanson du film Kangaroo Jack. Desman a été également présent dans de film Honey  aux côtés de Jessica Alba, interprétant sa chanson Sexy.
En août 2010, il publie son 3e album, intitulé Fresh dont sera extrait Shiver, Electric et Night Like This dont les deux derniers bénéficieront d'un clip en commun. Il enregistre également une version française de son titre Shiver intitulé Frissons.
Il apparait notamment sur l'album de son frère Danny Fernandes, AutomaticLuv sur le titre Feel It.
Il travaille aussi avec Nick Carter du groupe Backstreet Boys pour qui il produit quelques chansons.

## Discographie
| Titre         | Détailles                                                                               | Position | Certifications |
| Titre         | Détailles                                                                               | CAN      | Certifications |
| ------------- | --------------------------------------------------------------------------------------- | -------- | -------------- |
| Shawn Desman  | - Sorti : 2002 - Label: UOMO, Sony BMG Music Entertainment - Format: CD                 | 38       | - CAN: Or      |
| Back for More | - Sorti : 2005 - Label: UOMO, Sony BMG Music Entertainment - Format: CD, Téléchargement | —        |                |
| Fresh         | - Sorti : 3 août 2010 - Label: Universal Music Canada - Format: CD, Téléchargement      | 29       |                |
| Alive         | - Sorti : 5 février 2013 - Label: Universal Music Canada - Format: CD, Téléchargement   | —        |                |

## Singles
| Année | Titre                | Position | Position | Position | Certifications | Album         |
| Année | Titre                | CAN ,    | ALL      | AUS      | Certifications | Album         |
| ----- | -------------------- | -------- | -------- | -------- | -------------- | ------------- |
| 1995  | Tu és Minha          | -        | -        | -        |                | -             |
| 1999  | Don't Wanna Lose You | 19       | -        | -        |                | -             |
| 2002  | Get Ready            | 1        | -        | 37       |                | Shawn Desman  |
| 2002  | Shook                | 3        | 64       | -        | - CAN: Or      | Shawn Desman  |
| 2003  | Spread My Wings      | -        | -        | -        |                | Shawn Desman  |
| 2003  | Sexy                 | -        | -        | -        |                | Back For More |
| 2005  | Let's Go             | 6        | 27       | -        |                | Back For More |
| 2005  | Red Head             | -        | -        | -        |                | Back For More |
| 2010  | Shiver               | 18       | -        | -        | - CAN: Or      | Fresh         |
| 2010  | Night Like This      | 8        | -        | -        | - CAN: Or      | Fresh         |
| 2010  | Electric             | 10       | -        | -        | - CAN: Or      | Fresh         |